# Повіт Мішіма (Осака)
Пові́т Міші́ма (яп. 三島郡, みしまぐん, МФА: [mʲiɕima guɴ]) — повіт в префектурі Осака, Японія. Станом на 1 жовтня 2017 року його площа становила 169,04 км². Населення складало 23 039 осіб, а густота населення — 136 осіб/км². До складу повіту входить містечко Шімамото.